# Roger-E. Régimbal
Pour les articles homonymes, voir Jean-Paul Régimbal.
Roger-E. Régimbal B.A., M.R.I. (5 octobre 1921-29 septembre 2000) est un gérant, industriel et homme politique fédéral du Québec.

## Biographie
Né à Sudbury en Ontario, il entame sa carrière politique en tentant sans succès d'être élu député progressiste-conservateur dans la circonscription d'Argenteuil—Deux-Montagnes en 1963. Élu en 1965, il sera défait d'abord dans Argenteuil en 1968 et dans Argenteuil—Deux-Montagnes en 1974.
Durant son passage à la Chambre des communes, il fut porte-parole du Parti progressiste-conservateur en matière de Travail de 1966 à 1968. 
Sur la scène provinciale ontarienne, le premier ministre William Davis le nomma président du Conseil ontarien des Affaires franco-ontariennes en 1981. En 1984 il fut nommé au Workers' Compensation Board. Il prend sa retraite en 1988.